# Колодненський палац
Колодненський палац — втрачена історична будівля в селі Колодному Збаразької громади Тернопільського району Тернопільської области. Увічнений на малюнках Наполеона Орди.

## Історія
У 1782—1783 роках на місці замчиська власниками Колодного Свейковськими було збудовано палац.
|                                                           | …від древнього замку князів Острозьких в Колодні не залишилося й сліду. На вцілілих від нього валах височіє палац поміщика, збудований Свейковським. До нього веде широка, тіниста і велична каштанова алея. Є хороший сад |
| — Микола Теодорович з посиланням на Тадеуша Єжи Стецького | |

У садибі до 1914 року в спеціальному сховку зберігалася гетьманська булава та приватна кореспонденція польського короля Яна III Собеського.
1939 року в давній будівлі відкрили п'ятирічну школу, сільську раду та дорожнє відділення. 1941-го року її власником був німець. У серпні 1943 року палац спалили.

## Опис
Маєток налічував 36 кімнат і три входи. Довкола нього був посаджений парк, збудовані оранжерея і теплиця.